# Corps à cœur
Pour plus de détails, voir Fiche technique et Distribution.
Corps à cœur est un film français réalisé par Paul Vecchiali, sorti en 1979.

## Synopsis
Pierrot (Nicolas Silberg) a quelque trente ans, Jeanne (Hélène Surgère) en a bien cinquante. Il est garagiste. Elle est pharmacienne. Lui loulou, elle racée : on ne sait pas très bien ce qu'ils ont en commun si ce n'est la musique. Ils se rencontrent à la Sainte-Chapelle pour un concert du Requiem de Fauré. Pierrot devient amoureux fou. Il est prêt à tout. Mais Jeanne se refuse, muselle la relation.

## Fiche technique
- Titre : Corps à cœur
- Réalisation, scénario, montage : Paul Vecchiali, assistants de réalisation : Marie-Claude Treilhou et Gérard Frot-Coutaz
- Image : Georges Strouvé
- Son : Jean-François Chevalier
- Mixage : Antoine Bonfanti
- Musique : Gabriel Fauré et Roland Vincent
- Production : Diagonale
- Pays de production :  France
- Format image : couleur
- Durée : 126 minutes
- Format son : stéréo
- Genre : Comédie dramatique
- Dates de tournage : du 26 février au 9 octobre 1978
- Date de sortie : 4 juillet 1979

## Distribution
- Hélène Surgère : Jeanne-Michèle
- Nicolas Silberg : Pierre
- Béatrice Bruno : Emma
- Myriam Mézières : Mélinda
- Madeleine Robinson : la mère
- Marie-Claude Treilhou : Mimine
- Christine Murillo : Anna
- Sonia Saviange : Sonia
- Liza Braconnier : Marcelle
- Emmanuel Lemoine : Pupuce

## Le film vu par Paul Vecchiali
« Corps à cœur, c’est le film que je rêvais de faire quand j’étais gosse. Les mélodrames des années 1930 sont vraiment les films qui m’ont fait vibrer et donné le secret désir d’en fabriquer moi-même. Le point de départ du film, la chose la plus importante, c’est le Requiem de Fauré, œuvre qui aborde le thème de la communication entre les vivants et les morts. Mais je crois que malgré tout Corps à cœur est plus près du populisme que du mélodrame. Je m’y suis surtout efforcé, avec un regard d’aujourd’hui, de restituer l’univers des films de René Clair, de Marcel Carné, de Pierre Prévert… Je dois dire que si le scénario s’est enrichi dans ce sens, c’est grâce à la complicité d’Hélène Surgère. Sans elle, la ruelle n’existerait pratiquement pas, les personnages qui la peuplent n’auraient pas ce développement. Finalement, l’impression qui se dégage du film, je crois, c’est le bonheur dans la douleur, les larmes qui font du bien. »